# 218
Évszázadok: 2. század – 3. század – 4. század
Évtizedek: 160-as évek – 170-es évek – 180-as évek – 190-es évek – 200-as évek – 210-es évek – 220-as évek – 230-as évek – 240-es évek – 250-es évek – 260-as évek
Évek: 213 – 214 – 215 – 216 –  217 – 218 – 219 – 220 – 221 – 222 – 223

## Események

### Római Birodalom
- Macrinus császárt (helyettese június 8. után Heliogabalus császár) és Marcus Oclatinius Adventust választják consulnak.
- Macrinus császár, hogy rendbehozza a súlyos deficittel küzdő kincstárat, leértékeli a denariust, ezüsttartalmát 57%-ól 50%-ra csökkenti. Bár a veteránok zsoldjához nem nyúl, az új legionáriusok fizetését erőteljesen csökkenti; emiatt népszerűsége a katonák körében csökken.
- Az előző évben meggyilkolt Caracalla császár nagynénje, Iulia Maesa a szíriai Emesába vonul vissza, ahol elhiteti a Legio III Gallica katonáival, hogy 14 éves unokája, Heliogabalus (Heliogabalus szíriai napisten főpapja) Caracalla törvénytelen gyermeke. A légió fellázad és Heliogabalust kiáltják ki császárnak.
- A Macrinushoz hű csapatok Antiochia mellett vereséget szenvednek a lázadóktól. Macrinus Rómába menekül, de Kis-Ázsiában elfogják. Korábban társuralkodóvá kinevezett tíz éves fia, Diadumenianus a pártus udvarban igyekszik menedéket találni, de útközben felismerik és megölik. Macrinus a hír hallatán megpróbál megszökni a fogságból, de elfogják, kivégzik és fejét elküldik Heliogabalusnak.
- A szenátus elismeri Heliogabalust Caracalla fiának és császárnak. Valamennyi papi collegiumba felveszik és kinevezik pontifex maximusnak. Heliogabalus az év végéig Antiochiában marad, hogy kisebb felkeléseket verjen le, majd Rómába indul. Nicomediában megöleti nevelőjét (és anyja szeretőjét), Gannüszt, aki állítólag igyekezett visszafogni kicsapongásait.

### Kína
- A Cao Cao elleni háborújában patthelyzetbe jutott Szun Csüan elismeri Cao Caot a császár képviselőjének, ezzel elvileg alávetve magát neki. Cao Cao megerősíti őt minden címében és birtokában, mert nem akar kiprovokálni egy lázadást.

## Születések
- Gallienus római császár († 268)

## Halálozások
- június 8. – Macrinus római császár (* 164?)
- Diadumenianus, római társcsászár

## Fordítás
- Ez a szócikk részben vagy egészben  a(z)   218 című angol Wikipédia-szócikk ezen változatának fordításán alapul.  Az eredeti cikk szerkesztőit annak laptörténete sorolja fel. Ez a jelzés csupán a megfogalmazás eredetét és a szerzői jogokat jelzi, nem szolgál a cikkben szereplő információk forrásmegjelöléseként.